# Aetingen

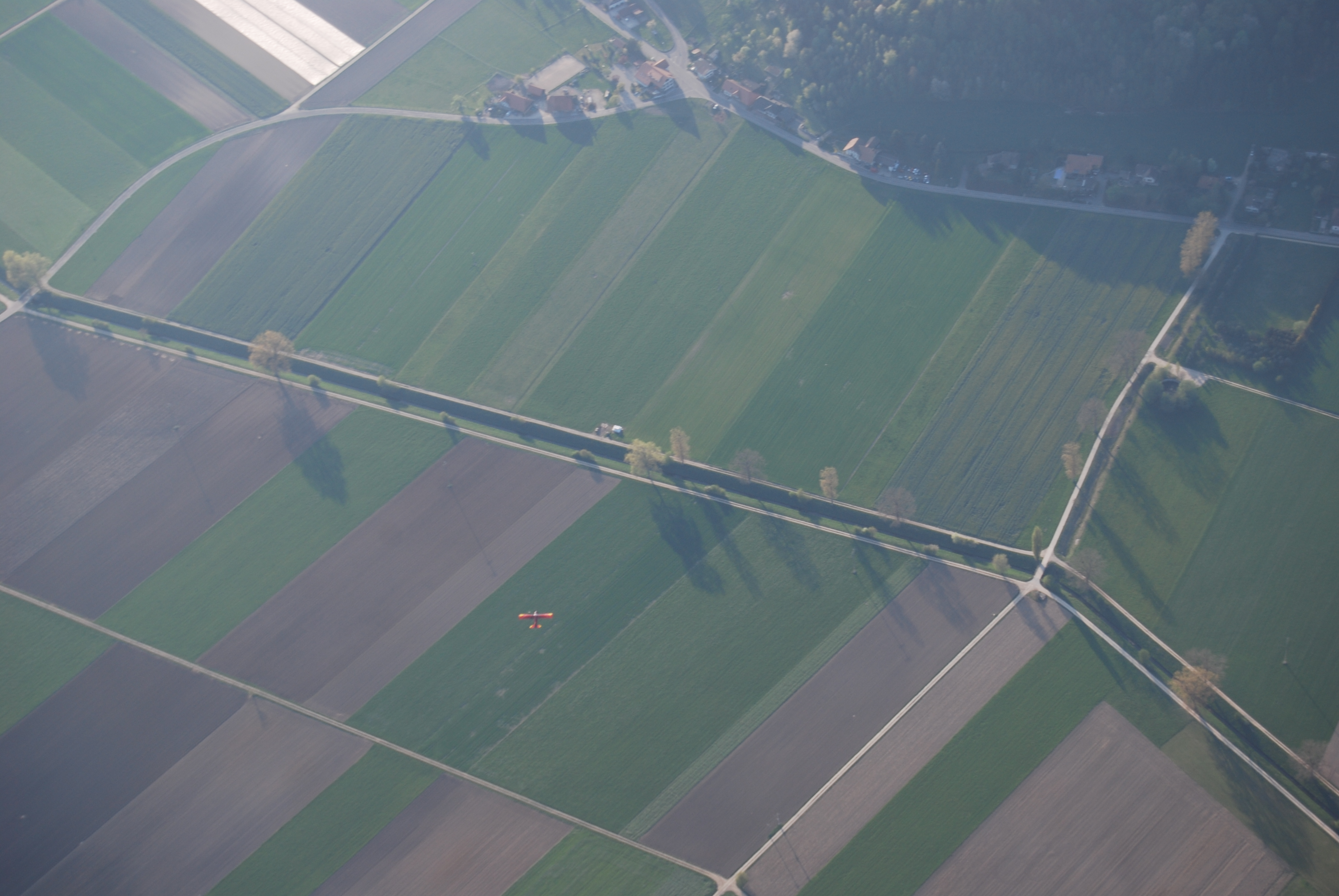
Brittern (Aetingen)

Aetingen là một đô thị ở huyện Bucheggberg thuộc bang Solothurn,Thụy Sĩ.